# Milium transcaucasicum
Milium transcaucasicum är en gräsart som beskrevs av Nikolai Nikolaievich Tzvelev. Milium transcaucasicum ingår i släktet hässlebroddssläktet, och familjen gräs. Inga underarter finns listade i Catalogue of Life.